# ナショナルリーグ (韓国)
ナショナルリーグ（내셔널리그、Korea National League）は、2003年から2019年まで存在した韓国のセミプロサッカーリーグである。略称はNリーグ。韓国実業サッカー連盟により運営された。1964年に始まった全国実業サッカー連盟戦を母体としており、参加チームも実業団が中心である。Kリーグ1・Kリーグ2に次いで3部リーグ（2012年まではKリーグの2部）に相当するが、リーグ間の昇格・降格制度はない。2003年にK2リーグとして発足し、2006年に改称・改組された。2007年度より、さらに下部にあたるK3リーグが誕生し、2020年シーズンを目処にK3リーグとの統合でKリーグ1を頂点とする全7部によるピラミッドを構築する予定である。
2017年シーズンからリーグタイトルスポンサーは消滅している。
2019年シーズンからは無料でも観戦は可能だが、有料で観戦をすると抽選券などがつき有料観戦を即しプロ化に向けた球団の自立を目指している。
2020年シーズンよりK3リーグアドバンスと統合されて新K3リーグが発足。ナショナルリーグ消滅を受けて、韓国実業サッカー連盟は2020年1月30日に総会を開いて解散を議決し、30年の歴史に終止符を打った。なお、解散総会では慈善団体の大韓サッカー協会サッカー愛共有財団に12億ウォンを、新K3リーグに参加する実業団8チームのユースアカデミー創設支援金として10億ウォンを、K3・K4リーグユースアカデミー発展基金として2億ウォンを、それぞれ寄付することも併せて議決した。

## 概要
韓国ではプロクラブの数が少なく（2011年度16クラブ）、世界各国で実施されているプロリーグの1部・2部昇・降格制度がないので、韓国のサッカーファンは長年プロリーグ昇降格制度の導入を望んできた。そのための下部組織作りの一環として、実業団チームを糾合して組織されたのがK2リーグである。当初、2007年度からのKリーグ昇降格制度導入を目標としてきたが、K2リーグの組織成熟度はまだ不十分であり、2007年昇降格制導入は見送られた。2006年度からK2リーグはNリーグと改称された。
2009年度、後期リーグより洪川イドゥが資金不足によりナショナルリーグを退出となる。2010年度より、木浦市庁と龍仁市庁が参加。

### 上位リーグとの入れ替え制度
プロ化する意向のない実業団チームが多く、優勝したクラブがKリーグへの昇格とプロ化を拒否する事態が当初相次いだ。2006年度、優勝クラブである高陽国民銀行はKリーグ昇格権を獲得したがこれを放棄。この昇格権放棄により2007年からの昇格制度導入に失敗したとし、実業団連盟は罰金10億ウォン、銀行長の公式謝罪、履行覚え書き提出、前後期リーグ10点ずつ20点の勝ち点剥奪などの重い制裁を決定した。これを受け、高陽国民銀行はNリーグからの撤退を表明した。
2007年度、優勝クラブの尾浦造船もまたKリーグ昇格を拒否、2008年度はNリーグからKリーグへの昇格が見送られることとなり、この事から昇格（降格）の制度は実質的に「有名無実（形骸）化」の状態になりつつあった。
しかし、アジアサッカー連盟の勧告や、Kリーグ八百長事件の影響もあり、2013年から成績面での入れ替え制を実施する方針がとられ、プロクラブのみからなる1・2部制の導入が決定された。Nリーグのクラブにはプロクラブに移行したうえで新設される2部に参入するところが相次いだ。NリーグよりKリーグチャレンジ（新2部）には、水原市庁FC（水原FCに改組）、忠州ヒュンメル、安山 H（ハレルヤ） FC（高陽Hi FCに改組）の3クラブが参入する他、高陽国民銀行は形式上新設加盟となるFC安養への統合という形で加盟する。なお、Kリーグチャレンジ（新2部）と当リーグ、および当リーグとチャレンジャースリーグの間での直接的な入れ替え制度については引き続き当面行わない予定である。

## リーグフォーマット
2008年よりプレーオフ制度を導入。2014年現在は、3回戦総当たりのレギュラーシーズンが行い、上位4チームがプレーオフ（各ラウンドホームアンドアウェー・上位アドバンテージはなくアウェイゴール採用）に出場し優勝を競う。
プレーオフの形式は毎年のように変更されているが、特に2010年のリーグでは、前期優勝クラブ・後期優勝クラブ・およびこれらを除いた上位2クラブが出場権を得るという、日本のJリーグ ディビジョン1において2015年より導入予定のフォーマットに近い方法で行われていた。2011・2012年シーズンでは上位6クラブが出場し、その順位に応じたラウンドからトーナメントを戦うKリーグで行われていた方法を採用。2013年は上位4クラブがKBOリーグで行われているようなステップラダートーナメント方式にて優勝を争った。
Nリーグ所属クラブは韓国FAカップでは2回戦から出場する。

## 参加クラブ
2019年シーズン参加クラブ
| クラブ名           | ホームタウン   |
| ------------------ | -------------- |
| 江陵市庁           | 江原道江陵市   |
| 昌原市庁           | 慶尚南道昌原市 |
| 大田コレイル       | 大田広域市     |
| 釜山交通公社       | 釜山広域市     |
| 慶州韓国水力原子力 | 慶尚北道慶州市 |
| 天安市庁           | 忠清南道天安市 |
| 金海市庁           | 慶尚南道金海市 |
| 木浦市庁           | 全羅南道木浦市 |

### 過去の参加クラブ
| クラブ名         | ホームタウン   | 参加期間          | 備考                                   |
| ---------------- | -------------- | ----------------- | -------------------------------------- |
| 利川尚武         | 京畿道利川市   | 2003年-2005年     |                                        |
| ソウル市庁       | ソウル特別市   | 2003年            |                                        |
| 洪川イドゥ       | 江原道洪川郡   | 2007年-2009年前期 |                                        |
| 禮山FC           | 忠清南道禮山郡 | 2003年-2010年     |                                        |
| 高陽国民銀行     | 京畿道高陽市   | 2003年-2012年     | Kリーグチャレンジ（2部）加盟により退会 |
| 水原市庁         | 京畿道水原市   | 2003年-2012年     | Kリーグチャレンジ（2部）加盟により退会 |
| 安山ハレルヤ     | 京畿道安山市   | 2003年-2012年     | Kリーグチャレンジ（2部）加盟により退会 |
| 忠州ヒュンメル   | 忠清北道忠州市 | 2003年-2012年     | Kリーグチャレンジ（2部）加盟により退会 |
| 龍仁市庁         | 京畿道龍仁市   | 2010年-2016年     |                                        |
| 蔚山現代尾浦造船 | 蔚山広域市     | 2003年-2016年     |                                        |

## 歴代優勝クラブ
| 年   | 優勝クラブ         |
| ---- | ------------------ |
| 2003 | 高陽国民銀行       |
| 2004 | 高陽国民銀行       |
| 2005 | 仁川コレイル       |
| 2006 | 高陽国民銀行       |
| 2007 | 蔚山現代尾浦造船   |
| 2008 | 蔚山現代尾浦造船   |
| 2009 | 江陵市庁           |
| 2010 | 水原市庁           |
| 2011 | 蔚山現代尾浦造船   |
| 2012 | 仁川コレイル       |
| 2013 | 蔚山現代尾浦造船   |
| 2014 | 蔚山現代尾浦造船   |
| 2015 | 蔚山現代尾浦造船   |
| 2016 | 蔚山現代尾浦造船   |
| 2017 | 慶州韓国水力原子力 |
| 2018 | 慶州韓国水力原子力 |
| 2019 | 江陵市庁           |